# Gerola Alta
Gerola Alta – miejscowość i gmina we Włoszech, w regionie Lombardia, w prowincji Sondrio.
Według danych na rok 2004 gminę zamieszkiwało 249 osób, 6,6 os./km².